# نرسس بالینتس
نِرسِس بالینتس (ارمنی: Ներսէս Պալիանենց؛ اوایل سده ۱۴ میلادی) راهب و تاریخ‌نگار اهل ارمنستان است؛ که بیشتر به خاطر نگارش «تاریخ پادشاهی ارمنی کیلیکیه» شناخته می‌شود.
وی توسط دومینیکن‌ها به کاتولیسیزم گروید.
وی پاپ کلمنت پنجم در اوینیون ملاقات نمود و آثار متنوعی در آنجا تألیف و ترجمه نمود.

## تالیفات
- حمله مغول به ارمنستان